# Óbidos
Óbidos je město v Portugalsku, které se nachází v regionu Centro, asi 80 km severně od hlavního města Lisabonu.  
Ve městě se každé léto koná Středověký festival, na kterém můžete ochutnat středověké speciality, poslechnout si tradiční hudbu a vyzkoušet si atmosféru portugalského středověku. 

## Historie
Dominantou města je hrad, který nechal přestavět portugalský král Alfons I. poté, co město v roce 1148 dobyl od Maurů.
Na konci 13. století vesnici Óbidos dostala jako svatební dar Isabela Portugalská od svého manžela Dinise I. Od té doby započala tradice, kdy jako svatební dar nová portugalská královna vždy dostávala právě Óbidos. 
V polovině 15. století se v místním kostele Panny Marie odehrála svatba portugalského krále Alfonse V. s jeho sestřenicí Isabelou z Coimbry.
V roce 1755 Óbidos poškodilo zemětřesení, které zasáhlo zejm. 80 km jižně položený Lisabon. 
Ve 20. století se město stalo místem schůzek revolucionářů, kteří se v roce 1974 účastnili levicového vojenského převratu zvaného Karafiátová revoluce.

## Osobnosti
- Josefa de Óbidos (1630–1684) – portugalská malířka, jedna z prvních finančně nezávislých žen v zemi

## Nejvýznamnější památky
- Hrad (Óbidos) - Středověký, několikrát přestavovaný, hrad na jednom konci města. V současnosti z části funguje jako luxusní hotel.
- Městské hradby - Unikátní středověké městské hradby, které obklopují celé historické centrum města.
- Igreja de Santa María - Kostel s nádhernou výzdobou azulejos (portugalské modro-bílé kachlíky), kde se odehrála i královská svatba Alfonse V.)[1]

## Galerie

Óbidos
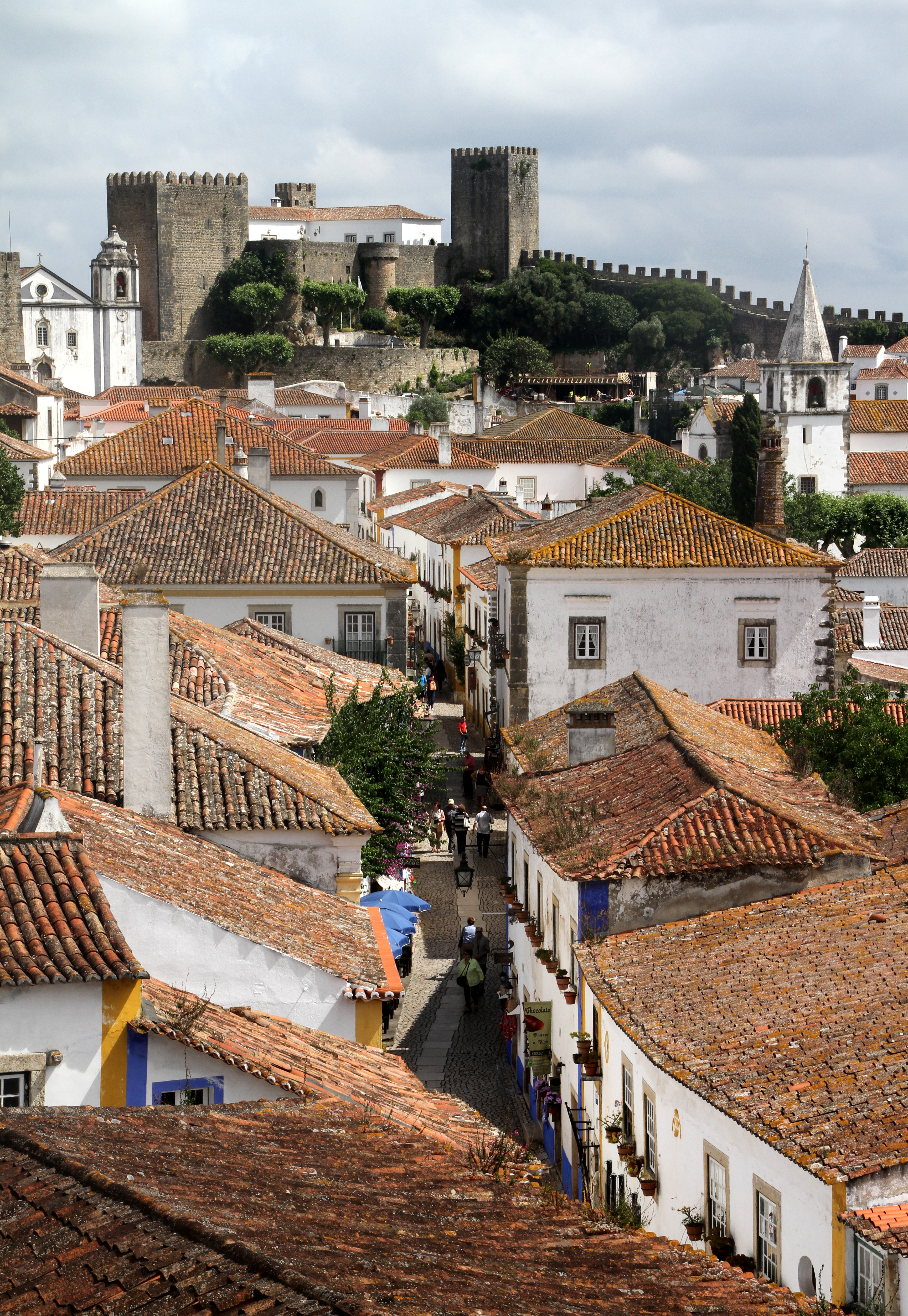
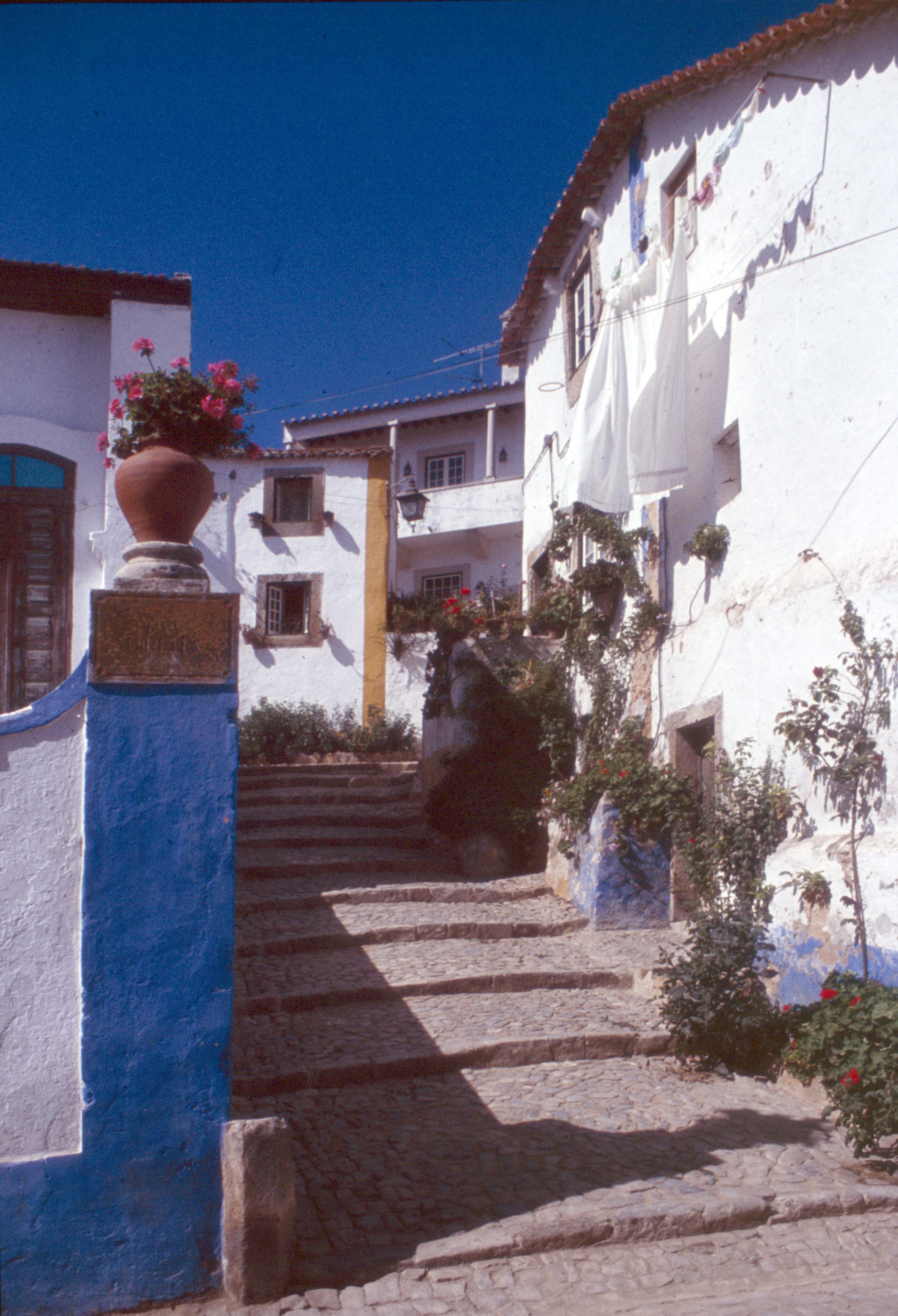
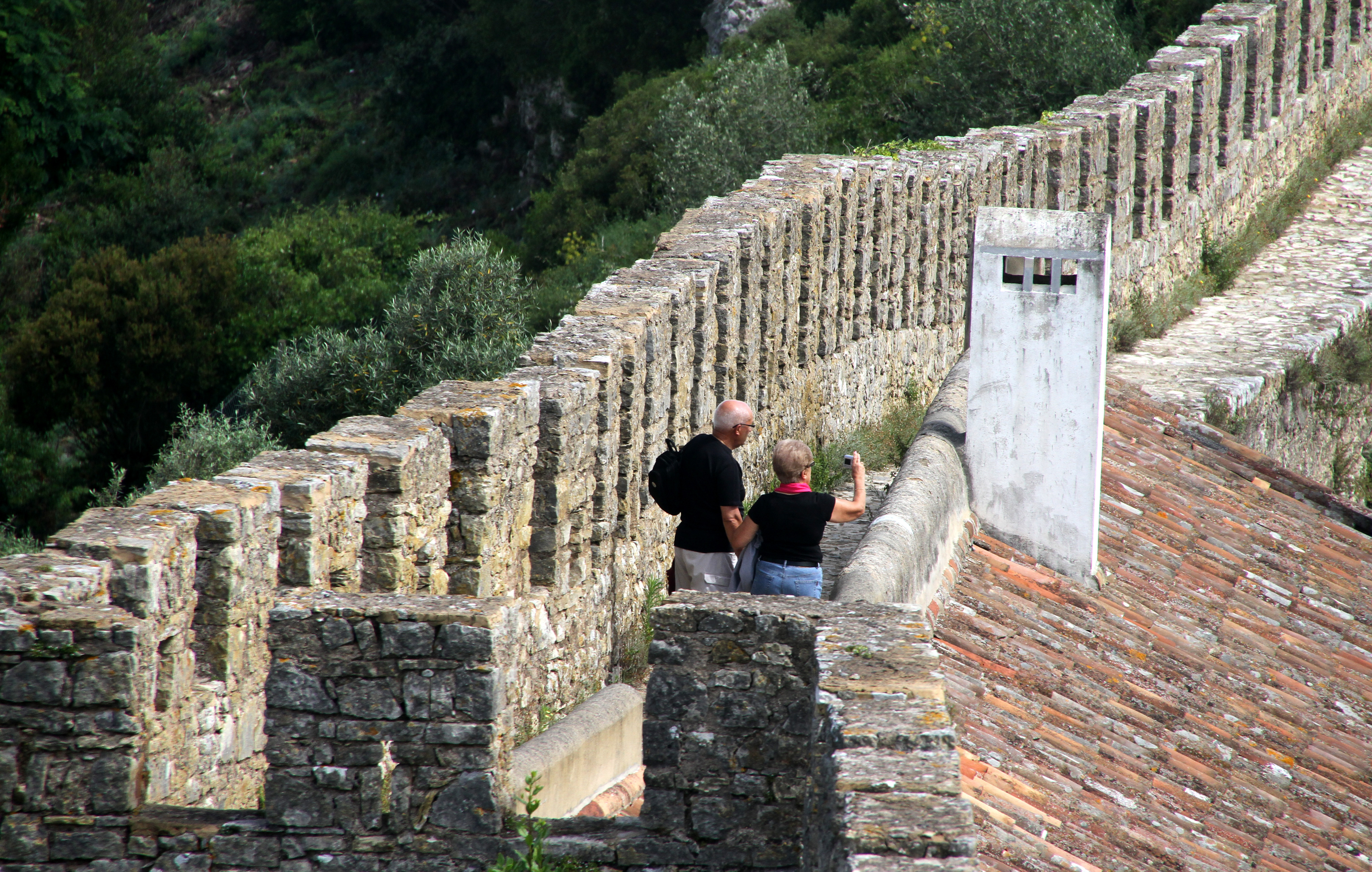
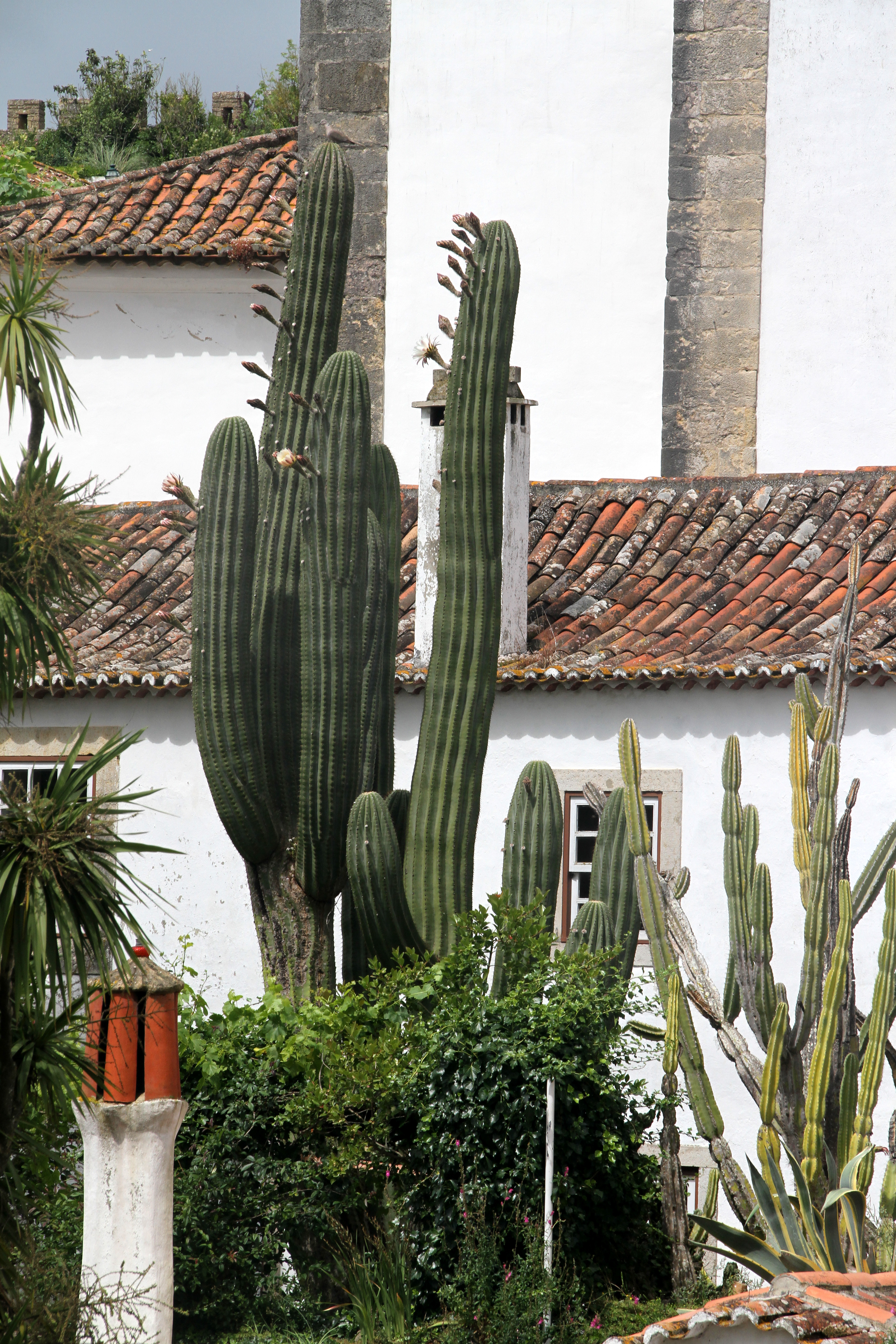
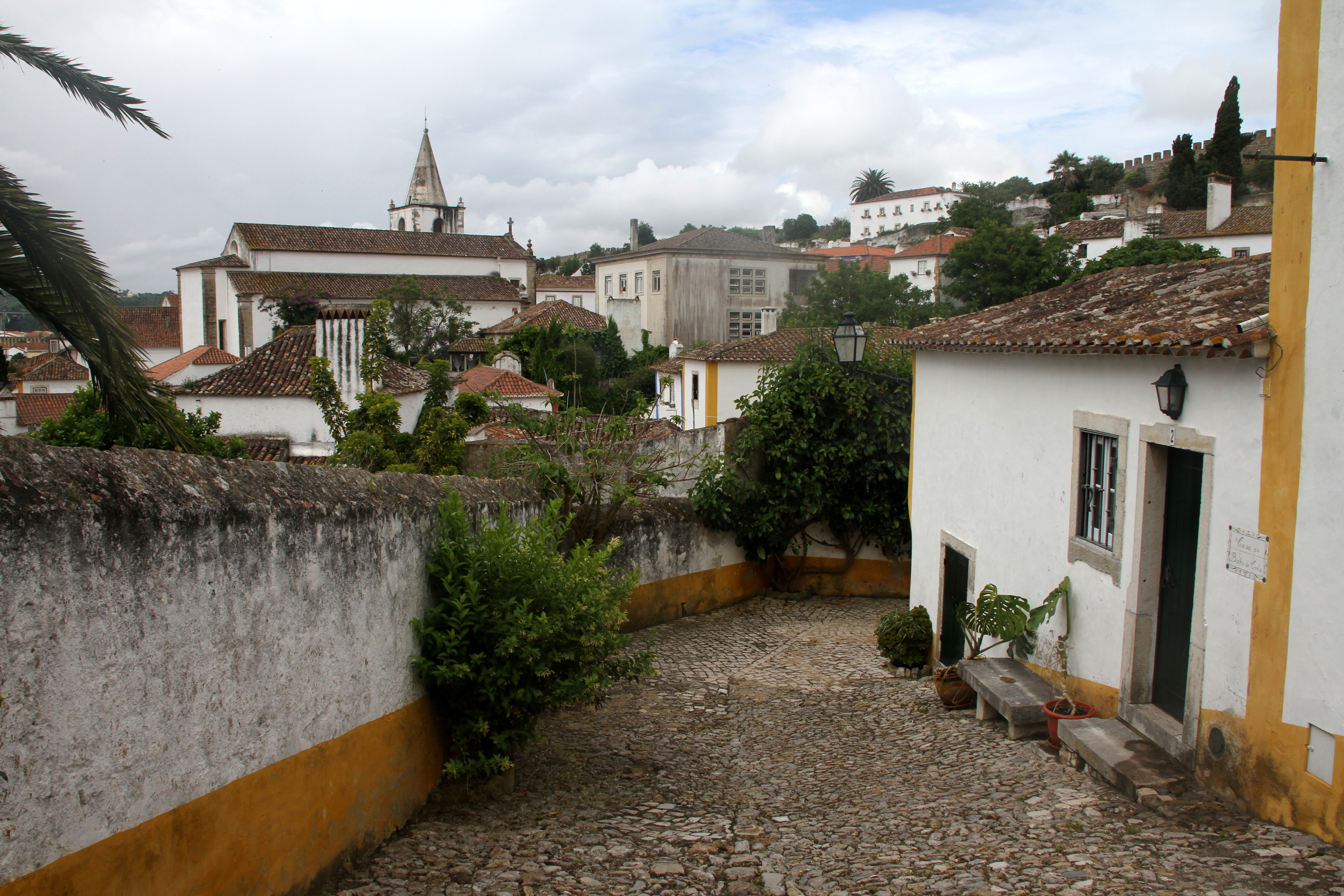
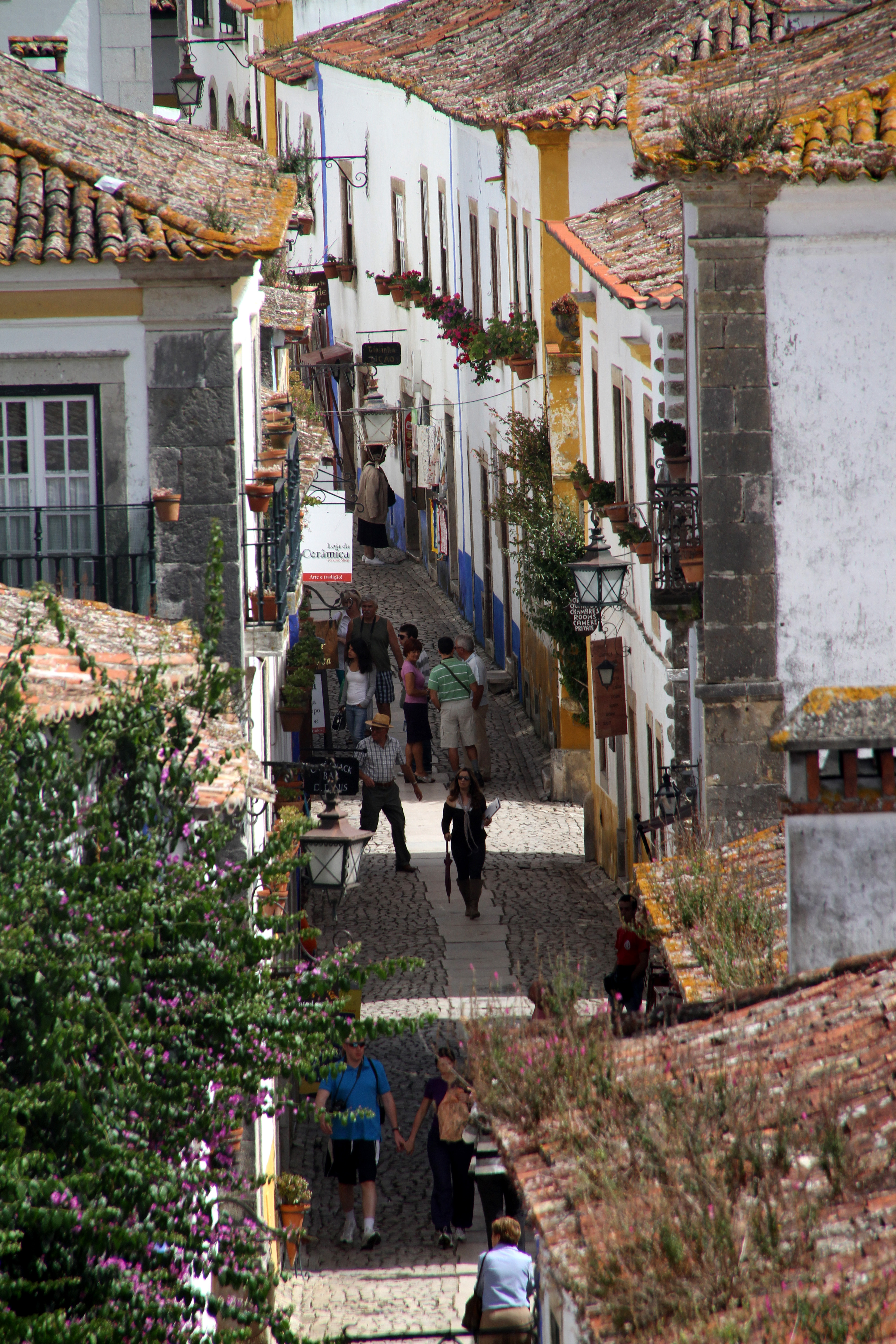
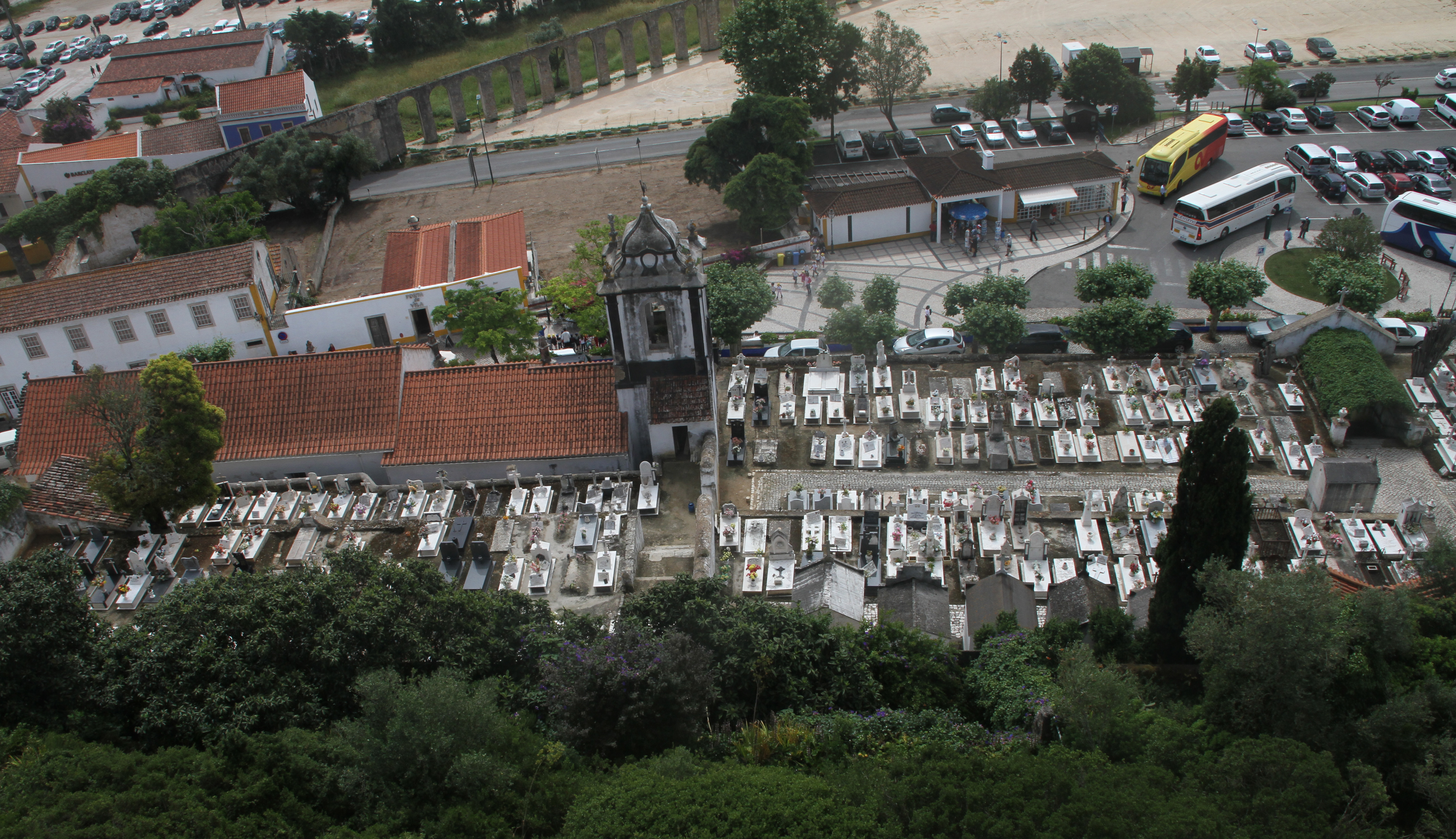
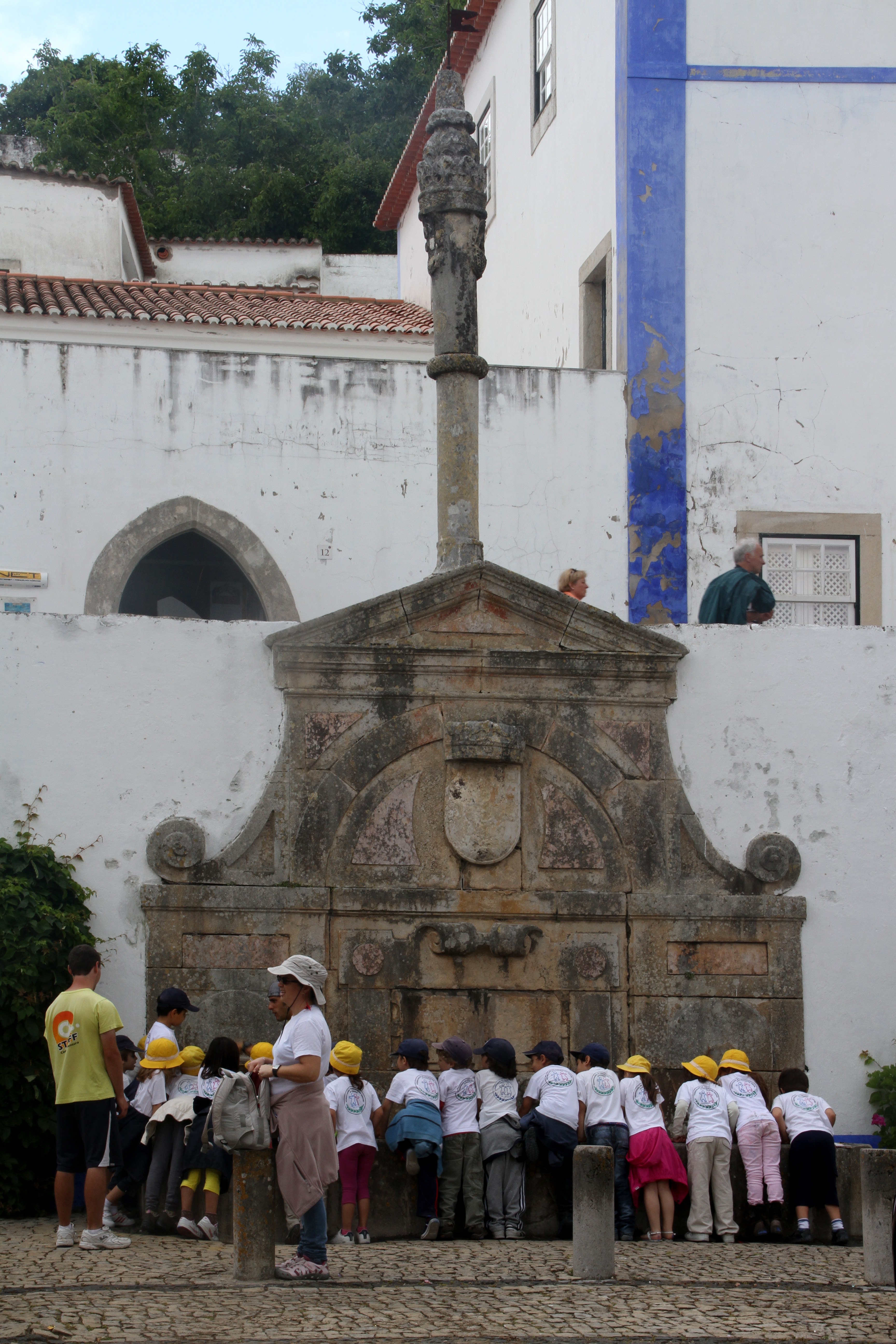